# Lithobates dunni
Lithobates dunni är en groddjursart som först beskrevs av Richard G. Zweifel 1957.  Lithobates dunni ingår i släktet Lithobates och familjen egentliga grodor. IUCN kategoriserar arten globalt som starkt hotad. Inga underarter finns listade i Catalogue of Life.